# Salas de los Infantes
Salas de los Infantes település Spanyolországban, Burgos tartományban. Salas de los Infantes Castrillo de la Reina, Hacinas, Barbadillo del Mercado, La Revilla y Ahedo, Pinilla de los Moros, Vizcaínos, Barbadillo del Pez, Valle de Valdelaguna és Moncalvillo községekkel határos. Lakosainak száma 1984 fő (2024).

## Népesség
A település népessége az utóbbi években az alábbiak szerint változott:
| Lakosok száma | 2034 | 2085 | 2049 | 2140 | 2150 | 2140 | 2017 | 1965 | 1980 | 1984 |
|               | 2001 | 2004 | 2006 | 2009 | 2011 | 2014 | 2016 | 2019 | 2021 | 2024 |